# Джейсън Джоунс
Джейсън „Гонг“ Джоунс (на английски: Jason 'Gong' Jones) е американски музикант. Първоначално работи като татуист, а впоследствие е вокалист на група Drowning Pool (2003 – 2005) и AM Conspiracy от 2005 до 2011 г. Участва в страничния проект Motorhick.

## Кариера

### Татуист
Джейсън Джоунс започва да работи като татуист през 1995 г. в Black Chapel Tattoo Studio в Орландо, Флорида.

### Drowning Pool (2003 – 2005)
През 2003 г. се присъединява към тексаската метъл група Drowning Pool, след загубата на оригиналния им вокалист Дейв Уилямс, който умира по време на Ozzfest през август 2002 г. С тях Джоунс има един албум – Desensitized (2004). Песента Step Up става хит и е отваряща за WWE Кечмания 20.
През 2005 г. Джоунс напуска групата заради музикални различия и лични причини. Дино Казарес от Fear Factory избира Джоунс за новата си група, но проекта пропада.

### AM Conspiracy (2005 – 2011)
След като напуска Drowning Pool, Джоунс формира алтърнатив групата AM Conspiracy. С нея той има един албум (излязъл на 12 януари 2010 г.) и EP.

### Любопитно
Взима участие в песента The End Has Come от саундтрака на филма Наказателят (2004).

## Дискография

### Drowning Pool
- Desensitized (2004)

### AM Conspiracy
- Out of the Shallow End (EP) – (2007)
- AM Conspiracy – (2010)